# Гороховський провулок
Гороховський провулок (рос. Горо́ховский переу́лок)— вулиця в центрі Москви у Басманному районі між Старою Басманною і Токмаковим провулком.

## Походження назви
Назву провулок отримав у XIX ст. від назви сусідньої Гороховської вулиці (нині вулиця Казакова).

## Опис
Гороховський провулок починається праворуч від Старої Басманної, проходить на захід та виходить на Токмаков провулок навпроти Денисовського. Праворуч до Гороховського провулку примикає Малий Демидівський провулок.

## Будівлі та споруди

### По непарній стороні

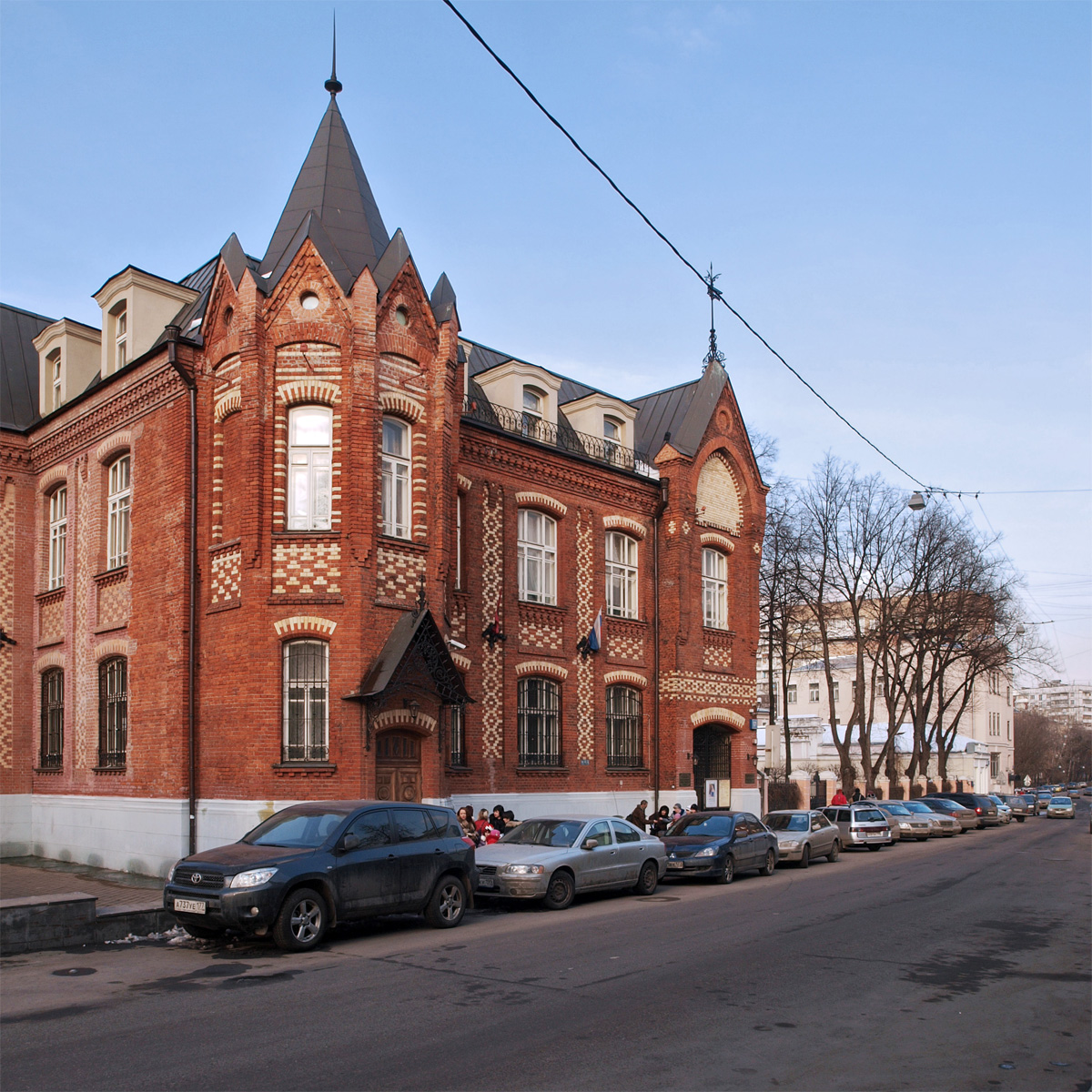
№ 17. Євангельський притулок для сиріт (Школа акварелі Сергія Андріякі).

- № 7 — особняк А. Б. Клеопіної (1905, архітектор Т. Я. Бардт).

- № 17 — дитячий притулок Євангелічного піклування про бідних жінок і дітей (1888—1889, архітектор М. К. Геппенер). Починаючи з 1999 року в будівлі Школа акварелі Сергія Андріякі.
- № 19 — особняк В. А. Лемана (перебудова, зміна фасаду, огорожа особняка — 1898, архітектор А. Е. Еріхсон).
- № 23 — особняк (1913, архітектор М. М. Черкасов).

### По парній стороні

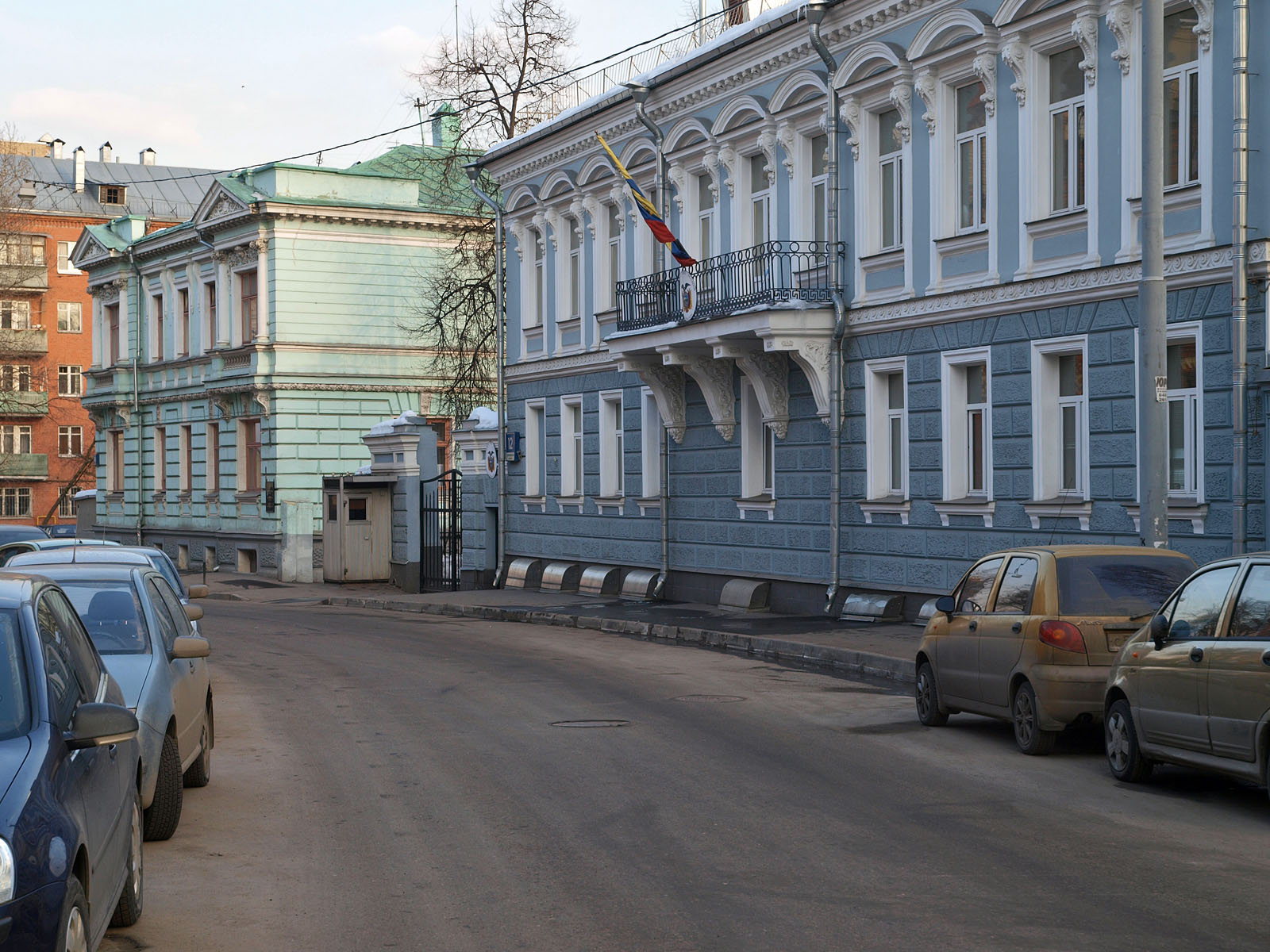
№ 12. Посольство Еквадору в Росії.

- № 2/14, буд. 4 — кутовий житловий будинок. Тут на початку XX століття в квартирі № 1 жив архітектор В. С. Масленников[1].
- № 4 — садиба Демидова (1789—1791, архітектор — М. Ф. Казаков[2]). У садибі збереглися «Золоті кімнати», названі так завдяки дерев'яному різьбленню, покритого тонким шаром листового золота. В даний час приміщення будівлі займає Московський державний університет геодезії і картографії.
- № 6 — в 1781 році тут, на перетині двох проїзних провулків, купив собі будинок художник Федір Рокотов. Ймовірно, жив він тут недовго, так як в 1785 році придбав будинок на розі Старої Басманної і Токмакова провулка — від якого збереглася лише будівля флігеля (№ 30/1, буд. 2).
- № 10 — Приватна жіноча гімназія В. Н. фон Дервіз (1898, архітектор О. О. Нікіфоров; прибудова — 1901, архітектор В. В. Шервуд). У гімназії навчалися М. І Цвєтаєва і Р. Зелена[3]

- № 12 — будівля посольства Еквадору в Росії.
- № 14 — особняк С. К. Морозова, архітектор Н. Д. Бутусов.

## Транспорт
По провулку ходить автобус № 78.